# Semaeopus vacuata
Semaeopus vacuata là một loài bướm đêm trong họ Geometridae.